# Anglet roller hockey côte Basque
Les Artzak d'Anglet sont un club français de roller in line hockey qui évolue en Ligue Élite pour la saison 2012-2013.

## Palmarès

### Hockey majeur
- Championnat de France Élite :
  - Champion : 2010, 2011, 2012
  - Vice-champion : 2005, 2007, 2008, 2009

- Coupe de France :
  - Vainqueur : 2006, 2007, 2009, 2013
  - Finaliste : 2011, 2012

- Nationale 1 :
  - Champion : 2004

- Coupe d'Europe des clubs champions :
  - Vice-champion : 2006, 2010, 2011, 2012

- Championnat féminin de Nationale 2 :
  - Champion : 2007

- Championnat de France Juniors U22
  - Champion : 2005, 2007, 2009, 2010

### Hockey mineur
- Champion de France Cadets U18 en 2007, 2008
- Champion de France Minimes U15 en 2005
- Champion de France Poussins U11 en 2009
- Champion de France Benjamins U13 en 2012, 2013